# Ella Langley
Elizabeth Camille Langley (Hope Hull, Alabama, Estados Unidos, 3 de mayo de 1999) conocida profesionalmente como Ella Langley, es una cantautora de música country estadounidense de Hope Hull, Alabama, que firmó con Sony Music Nashville y Columbia Records. Su álbum debut Hungover, se lanzó el 2 de agosto de 2024. Este álbum incluye su éxito número uno " You Look Like You Love Me " con Riley Green.

## Carrera Musical

### Carrera temprana (2017-2021)
En 2017, Langley coescribió su primera canción, "Clear the Clouds", con su tía, a partir de un riff que tocó en el porche. La grabó en Guest House Studios en junio y la publicó en YouTube en agosto. Su sencillo debut, "Perfect", se lanzó el 24 de mayo de 2018, y desde entonces ha sido retirado de las plataformas de streaming junto con la mayor parte de su música anterior a 2021. Actuó en bares y festivales por todo Alabama durante dos años hasta que se mudó a Nashville en 2019 y abandonó la universidad. Conectaría con la comunidad musical de Nashville actuando en rondas de escritores, con el apoyo independiente de marcas country como "Raised Rowdy" y "65 South". Cuando la música en vivo se suspendió debido a la pandemia de COVID-19 en 2020, Langley se centró en las transmisiones en vivo y en el crecimiento de sus redes sociales para conectar más estrechamente con sus fanáticos, especialmente en TikTok. Firmó su primer contrato editorial con Sony Music Publishing Nashville en 2021. El 5 de noviembre de 2021, lanzó "If You Have To" después de un adelanto viral.  Langley más tarde se uniría a Randy Houser en una gira como telonero a principios de 2022.

### Disculpen el desorden (2022-2023)
El 28 de octubre de 2022, Langley lanzó el sencillo promocional «Country Boy's Dream Girl». En febrero de 2023, se anunció que Langley había firmado un contrato discográfico con Sony Music Nashville y Columbia Records, e hizo su debut en el Grand Ole Opry el 17 de febrero de 2023. Langley colaboró con Koe Wetzel en «That's Why We Fight», lanzado el 21 de abril de 2023. Lanzó su EP debut, Excuse the Mess, el 19 de mayo de 2023. Langley también grabó un dueto con Kameron Marlowe, «Strangers», que fue lanzado como el sencillo principal del segundo álbum de estudio de Marlowe, Keepin' the Lights On . Langley también consiguió varios cortes como compositora, incluyendo cinco temas en Come Get Your Wife de Elle King y "Make Me Wanna Smoke" de Runaway June. Fue telonera de Jon Pardi y Riley Green de 2023 a 2024.

### Resaca (2024-presente)
El álbum de estudio debut de larga duración de Langley, Hungover se lanzó el 2 de agosto de 2024. Debutó en el n.77, pero volvió a entrar en el n.49 después del lanzamiento de la edición de lujo. Se lanzaron varios sencillos promocionales antes del álbum, incluido « You Look Like You Love Me », que presenta a Riley Green. La colaboración se insinuó en TikTok y rápidamente se volvió viral. Se convirtió en su primera entrada en el Billboard Hot 100, debutando en el n.53. Fue lanzado como el sencillo debut de Langley en la radio country el 5 de agosto de 2024. Alcanzó el n.30, obtuvo una certificación Platino y se convirtió en su primer n.1 en Country Airplay, convirtiéndola en la única mujer en 2024 en lograr este hito. Langley promovió el álbum con su primera gira como cabeza de cartel, The Hungover Tour, que comenzó el 15 de agosto de 2024. Una edición de lujo del álbum, titulada Still Hungover, fue lanzada el 1 de noviembre de 2024. Continuó con el Still Hungover Tour, que duró de enero a abril de 2025. "Weren't for the Wind" fue lanzado a la radio country como el siguiente sencillo el 2 de enero de 2025.

## Discografía
- Hungover (2024)